# Frahm-Lot

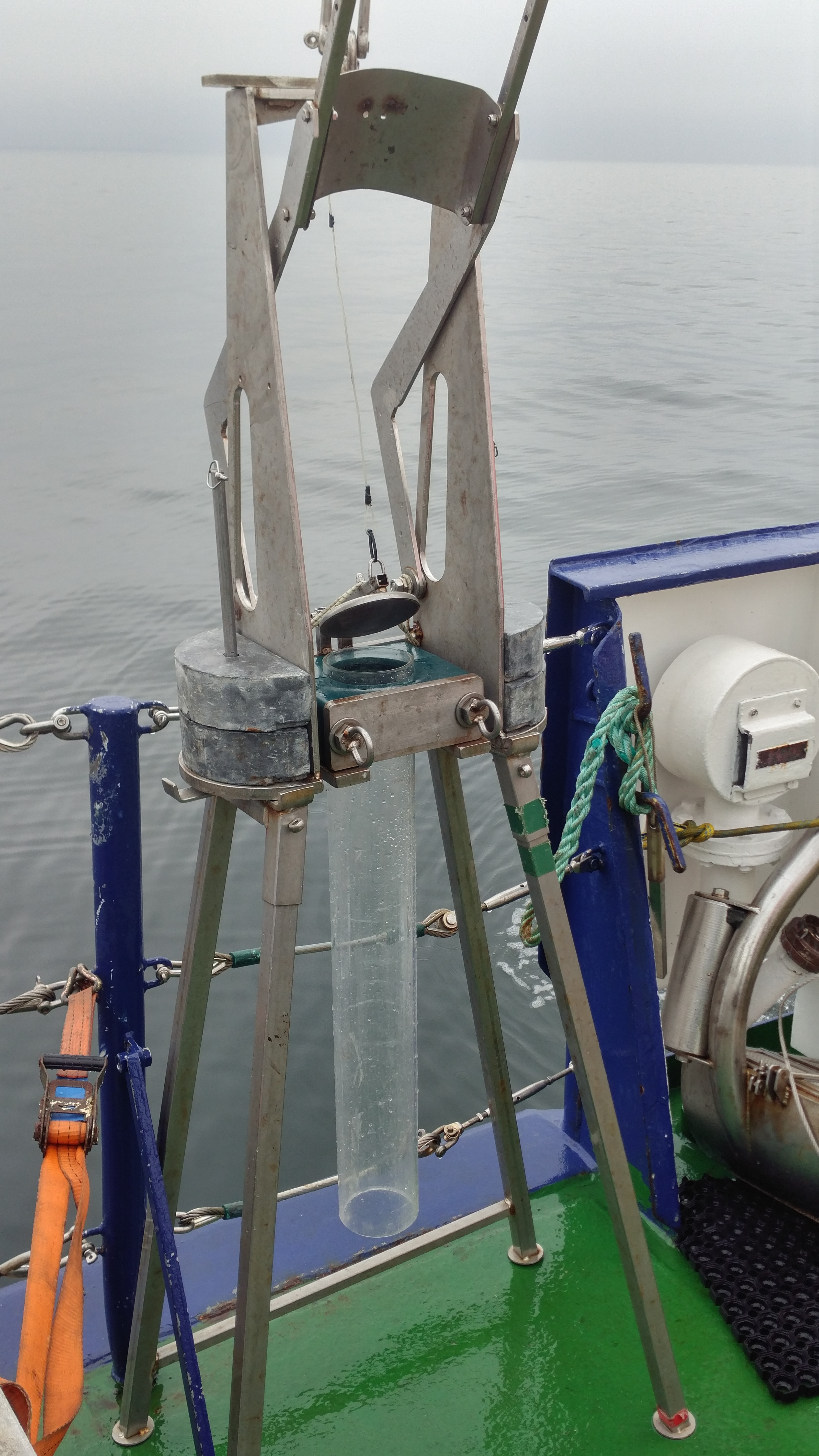
Ein Frahm-Lot im März 2018 an Deck des Forschungsschiffes Elisabeth Mann Borgese (vor der Probenahme).

Das Frahm-Lot ist ein meeresgeologisches Probenahmegerät zum Einsatz auf Forschungsschiffen. Es wurde von Andreas Frahm, einem technischen Mitarbeiter am Leibniz-Institut für Ostseeforschung (IOW) in Rostock, entwickelt, nach ihm benannt und 2012 patentiert. Das Frahm-Lot ist speziell zur Beprobung von Feinsedimenten gedacht.

## Beschreibung
Das Lot ist ähnlich einer einzelnen Röhre des Multicorers aufgebaut, jedoch hat es diesem gegenüber einige Vorteile. Es besteht aus einem Kunststoffstechrohr (en.: liner) mit zehn Zentimetern Durchmesser und einer Länge von einem Meter. Mit 36 Kilogramm ist es vergleichsweise leicht und kann daher von zwei Personen bedient werden. Es vereint die Vorzüge einer kleinen, kompakten Bauhöhe und eines geringen Gewichts mit einer größeren Effizienz und ist damit auch für den Einsatz von kleineren Booten in Flachwasserbereichen geeignet – beispielsweise zur Beprobung von Hafenbecken und Binnengewässern. Ebenso ist die Analyse von bodennahen Wasserschichten möglich. Die Qualität der Proben ist üblicherweise höher als beim Schwerelot, da das Frahm-Lot eine weitestgehend ungestörte Sedimentoberfläche garantiert. Ein weiterer Vorteil liegt im relativ niedrigen Preis.

## Funktionsweise
Seine Handhabung gleicht jener von Multicorer, Schwerelot und Großkastengreifer. Das Lot wird an einem Drahtseil hängend mittels einer Winde abgelassen (fieren). Zu diesem Zeitpunkt ist der Deckel noch geöffnet, da die andernfalls in der Röhre gefangene Luft einen unerwünschten und störenden Auftrieb zur Folge hätte. Das Lot dringt durch sein Eigengewicht in die Weichsedimente des Meeresbodens ein. Sobald das Tragseil dadurch entlastet wird, schließt sich der Deckel, wodurch verhindert wird, dass das Sediment aus dem oberen Ende der Röhre herausgeschoben wird. Der sogenannte Kernfänger verhindert wiederum beim anschließenden Hochziehen (hieven) ein Herausrutschen der mindestens 80 Zentimeter langen Probe nach unten. Mit dieser Probenlänge ist das Frahm-Lot das wichtige Mittelglied zwischen dem kürzeren Multicorer und dem deutlich längeren Schwerelot. 